# (6695) Barrettduff
(6695) Barrettduff est un astéroïde de la ceinture principale.

## Description
(6695) Barrettduff est un astéroïde de la ceinture principale. Il fut découvert le 1er août 1986 à l'observatoire Palomar par Eleanor Francis Helin. Il présente une orbite caractérisée par un demi-grand axe de 2,61 UA, une excentricité de 0,21 et une inclinaison de 15,7° par rapport à l'écliptique.